# David Ramírez (historietista)
David Ramírez Ros (Tortosa, 1974) es un historietista español. Su dibujo, deudor tanto de Tezuka como de la línea clara española, ha ido puliéndose a lo largo de su carrera hacia un trazo lo más sencillo posible con una marcada impronta personal. Su humor, heredero de la carcajada de la Escuela Bruguera, le ganó una gran popularidad.

## Biografía

### Inicios profesionales
David Ramírez se dio a conocer al ganar el primer premio novel del I Salón del Manga de Barcelona en 1995, lo que le llevó a realizar para Camaleón Ediciones la serie de B3, ópera prima en la que queda patente su circunscripción al género humorístico. A pesar de abandonarla inacabada después de siete números en dos años de edición, B3 se convirtió en una de las series de más éxito de la editorial y presentó a un Ramírez que, con su humor bestia y desternillante rayando el surrealismo, se ganó presto el favor del público, convirtiéndose en uno de los más conocidos autores de su generación. 
Pronto recibió otros encargos de páginas de humor para diversas revistas sobre manga, recopiladas posteriormente con increíble éxito de ventas, además de colaborar en Dragon Fall, el tebeo humorístico español de mayor éxito en el momento. Su fama llevó a una editorial grande como Planeta DeAgostini a interesarse por su obra, publicando un recopilatorio de material inédito y su Fanhunter Reburn, una colaboración para la línea Fanhunter, de nuevo los tebeos españoles de mayor éxito del momento. Paralelamente comienza a dibujar páginas de humor para diversas editoriales, de las cuales destaca su sección en la revista Dolmen Haciendo Amigos, dedicada a explosivas parodias sobre superhéroes y el mundillo editorial español; su marcada personalidad deriva de la carcajada hiriente y el chiste destructivo, por lo que no se sabe si su éxito obedece a la complicidad o al odio de sus lectores. 
Siguiendo en su línea humorística, pero en un registro totalmente diferente, se encarga a partir del año 2000 de realizar página MiniMonsters en la revista ¡Dibus! de Norma Editorial, donde su brutalidad se suaviza para dirigirse a un público infantil. Debido al éxito de la serie, al poco tiempo se suman a la revista otras colaboraciones de Ramírez, como las tiras de DinoKid.

### Madurez
En 2000 el editor Antonio Martín le denuncia por una de sus páginas humorísticas publicadas en la revista "Dolmen".
En 2001 David Ramírez empieza a trabajar en la revista erótica Eros Comix, mientras sigue produciendo las series MiniMonsters y Dinokid, que Norma recopila periódicamente en álbumes. 
En el 2005 finaliza su obra B3, la cual se publica íntegra en un tomo de más de 250 páginas, en Dolmen Editorial.
En 2014 inicia Con 2 Cojones, un webcómic en Instagram donde interactúa con sus lectores haciéndoles partícipe de muchas decisiones en la trama.
También en el 2014 es el encargado de diseñar las cuatro mascotas del Parque de Atracciones Tibidabo de Barcelona: TI (un pájaro oriol), BI (una salamandra), DA (una zorra) y BO (un jabalí). Los cuatro son fauna típica que se puede encontrar en la sierra de Collserola, lugar donde está emplazado el parque.
En 2019 empieza a publicar en sus redes sociales una serie de páginas humorísticas autobiográficas que serán recopiladas por Norma Editorial en los siguientes años (Tal Cual, Sí Soy).
En 2020, su marido Iván se contagia de COVID-19 y es hospitalizado durante varios días. Una vez fuera de peligro, aunque aún hospitalizado y sin poder recibir visitas, David le empieza a enviar viñetas sobre su experiencia. Posteriormente, publica las viñetas en las redes sociales y finalmente en formato físico, con el título COnviVIenDo 19 días.
En la actualidad compagina la realización nuevas páginas autobiográficas con la escritura de guiones para series de animación como Momonsters.

## Obra
Historietística
| Años      | Título                                       | Editorial           |
| --------- | -------------------------------------------- | ------------------- |
| 1996-1998 | B3                                           | Camaleón Ediciones  |
| 1996      | Niñotaku / Otaku Files                       | Inu Ediciones       |
| 1996      | Dragon Fall GTI                              | Camaleón Ediciones  |
| 1997      | eSeDé                                        | Inu Ediciones       |
| 1998      | eSeDé GeTé                                   | Inu Ediciones       |
| 1998      | DR Files                                     | Planeta             |
| 1999      | Fanhunter Reburn                             | Planeta             |
| 2001      | Haciendo Amigos #1                           | Dolmen Editorial    |
| 2002      | Humor Amarillo                               |                     |
| 2003      | MiniMonsters: El veneno de porcelana         | Norma Editorial     |
| 2004      | Haciendo Amigos #3                           | Dolmen Editorial    |
| 2005      | B3 (integral)                                | Dolmen Editorial    |
| 2006      | MiniMonsters: El Perfeccionator              | Norma Editorial     |
| 2006      | Haciendo Amigos #5                           | Dolmen Editorial    |
| 2007      | Sexo Raro                                    | Dolmen Editorial    |
| 2007      | MiniMonsters: ¡Historias para no dormir!     | Norma Editorial     |
| 2008      | Dinokid                                      | Norma Editorial     |
| 2009      | Superro                                      | Colección Movistar  |
| 2012      | MiniMonsters: El Gran Partido de Calabacesto | Norma Editorial     |
| 2014      | Con 2 Cojones                                | Webcómic            |
| 2018      | Todo MiniMonsters                            | Editorial Astronave |
| 2020      | Tal Cual                                     | Norma Editorial     |
| 2020      | COnviVIenDo 19 días                          | Norma Editorial     |
| 2021      | Todo Dinokid                                 | Editorial Astronave |
| 2022      | Sí Soy                                       | Norma Editorial     |

Ilustración
| Años      | Título                               | Autor         | Tipo                          | Editorial       |
| --------- | ------------------------------------ | ------------- | ----------------------------- | --------------- |
| 1998      | Como dibujar Manga                   | Estudio Fénix | Ilustraciones                 | Martínez Roca   |
| 1999      | Cómo dibujar Monstruos               | Estudio Fénix | Historieta de seis páginas    | Martínez Roca   |
| 2001      | Curso avanzado de Manga              | Estudio Fénix | Ilustraciones                 | Martínez Roca   |
| 2005-2007 | Japonés para gente Manga (colección) | María Ferrer  | Ilustraciones y tiras cómicas | Norma Editorial |
| 2008      | La EsPPaña de Rajoy                  | Enric Sopena  | Ilustraciones                 | Edicions 62     |